# Elisa Rimpler
Elisa Rimpler (født 8. februar 1970 i Holstebro) er formand for pædagogernes fagforening BUPL. Hun blev valgt som formand i 2014. Siden er hun blevet genvalgt til posten i 2016, 2018, 2020 og 2022.

## Karriere
Elisa Rimpler er uddannet pædagog på Esbjerg Seminarium i 1999. Hun blev efterfølgende ansat i Esbjerg Kommune, Først på Sønderris Skolen og herefter på Tjæreborg Skole, hvor hun også blev tillidsrepræsentant. Hun blev også valgt som Fællestillidsrepræsentant for skole, SFO og fritidspædagogerne i Esbjerg Kommune. I 2009 blev hun faglig sekretær i BUPL Sydjylland, og i 2010 blev hun formand for BUPL Sydjylland. Den 22. november 2014 blev hun valgt som formand for BUPL.

## Minimumsnormeringer
Elisa Rimpler blev især kendt i den brede offentlighed med kampen for minimumsnormeringer i daginstitutionerne, som kulminerede med store landsdækkende demonstrationer op til folketingsvalget i 2019.  Efter valget blev der med finansloven for 2020 afsat 1,6 milliarder kroner til at sikre minimumsnormeringer i børnehaver og vuggestuer.

## Tillidshverv
Medlem af bestyrelsen og forretningsudvalget i FH
Medlem af bestyrelsen og forhandlingsudvalget i Forhandlingsfællesskabet
Næstformand for bestyrelsen i Fremfærd
Medlem af Børne og Uddannelsesministeriets kvalitetsforum for dagtilbud
Medlem af styrelsen i Nordiska Lärerorganisationers Samråd
Medlem af repræsentantskabet i ATP